# Vrčivka
Vrčivka (Trichopsis) je rod asijských sladkovodních labyrintních ryb z čeledi guramovití. Vrčivky byly pojmenovány podle vrčivého zvuku, který vydávají stridulací v období tření.

## Taxonomie
Rod vrčivka zahrnuje druhy:
- Trichopsis pumila Arnold, 1936 – vrčivka trpasličí
- Trichopsis schalleri Ladiges, 1962 – vrčivka Schallerova
- Trichopsis vittata Cuvier, 1831 – vrčivka pruhovaná